# Liste der Monuments historiques in Levier
Die Liste der Monuments historiques in Levier führt die Monuments historiques in der französischen Gemeinde Levier auf.

## Liste der Immobilien
| Bezeichnung | Beschreibung | Standort                    | Kennzeichnung | Schutzstatus | Datum | Bild           |
| ----------- | --- | --------------------------- | ------------- | ------------ | ----- | -------------- |
| Mairie      | Rathaus mit Friedensgericht und dahinterliegender Markthalle, von 1858 bis 1869 erbaut, Architekt Alexandre Clerget | Levier, place Bugnet (Lage) | PA25000050    | Inscrit      | 2005  | weitere Bilder |

## Liste der Objekte
| Bezeichnung                                                                           | Beschreibung | Standort                                               | Kennzeichnung | Schutzstatus | Datum | Bild |
| ------------------------------------------------------------------------------------- | --- | ------------------------------------------------------ | ------------- | ------------ | ----- | ---- |
| Kanzel                                                                                | Holz, bezeichnet 1751 | Labergement-du-Navois, in der Kirche St-Léonard (Lage) | PM25000840    | Classé       | 1982  |      |
| Taufaltar                                                                             | Retabel und Relief; Holz, farbig gefasst und vergoldet, 18. Jahrhundert                                                                 | Labergement-du-Navois, in der Kirche St-Léonard (Lage) | PM25002183    | Inscrit      | 1982  |      |
| Hauptaltar                                                                            | Altartisch, Tabernakel, Retabel, Gemälde und zwei Skulpturen; Holz, farbig gefasst und vergoldet, Ölfarbe auf Leinwand, 18. Jahrhundert | Labergement-du-Navois, in der Kirche St-Léonard (Lage) | PM25002184    | Inscrit      | 1982  |      |
| Hauptaltar                                                                            | Altartisch; Holz, farbig gefasst und vergoldet, datiert 1834; zugehörig PM25000860                                                      | Levier, in der Kirche St-Jean-Baptiste (Lage)          | PM25000859    | Classé       | 1985  |      |
| Altaraufbau, Tabernakel und Baldachin                                                 | Holz, farbig gefasst und vergoldet, datiert 1834                                                                                        | Levier, in der Kirche St-Jean-Baptiste (Lage)          | PM25000860    | Classé       | 1985  |      |
| Zwei Sockel                                                                           | Holz, farbig gefasst und vergoldet, datiert 1834                                                                                        | Levier, in der Kirche St-Jean-Baptiste (Lage)          | PM25000861    | Classé       | 1985  |      |
| Skulptur Petrus                                                                       | Holz, 18. Jahrhundert | Levier, in der Kirche St-Jean-Baptiste (Lage)          | PM25000862    | Classé       | 1978  |      |
| Skulptur Paulus                                                                       | Holz, 18. Jahrhundert | Levier, in der Kirche St-Jean-Baptiste (Lage)          | PM25000863    | Classé       | 1978  |      |
| Gemälde Johannes der Täufer predigt                                                   | Ölfarbe auf Leinwand, bezeichnet 1765                                                                                                   | Levier, in der Kirche St-Jean-Baptiste (Lage)          | PM25002185    | Inscrit      | 1975  |      |
| Beichtstuhl                                                                           | Holz, 19. Jahrhundert | Levier, in der Kirche St-Jean-Baptiste (Lage)          | PM25002188    | Inscrit      | 1978  |      |
| Kanzel                                                                                | Holz, farbig gefasst und vergoldet, 19. Jahrhundert                                                                                     | Levier, in der Kirche St-Jean-Baptiste (Lage)          | PM25002189    | Inscrit      | 1978  |      |
| Weihwasserbecken                                                                      | Stein, 18. Jahrhundert | Levier, in der Kirche St-Jean-Baptiste (Lage)          | PM25002190    | Inscrit      | 1978  |      |
| Gemälde Die Gottesmutter und das Jesuskind übergeben den Rosenkranz und den Skapulier | Ölfarbe auf Leinwand, bezeichnet 1899                                                                                                   | Levier, in der Kirche St-Jean-Baptiste (Lage)          | PM25002192    | Inscrit      | 1984  |      |